# Kim tự tháp Đen
Kim tự tháp Đen là một công trình tưởng niệm của pharaon Amenemhat III, thời kỳ Trung vương quốc. Đây là một trong 5 kim tự tháp còn nguyên vẹn tại nghĩa trang hoàng gia Dahshur, và cũng là nơi đầu tiên hợp táng nhà vua và các hoàng hậu.
Ban đầu kim tự tháp có tên là Amenemhet hùng mạnh, do màu đen sậm cộng thêm tình trạng đổ nát nên sau này nó mới có tên gọi là "Kim tự tháp Đen". Kim tự tháp này cao 75 mét, các cạnh dài 105 mét và độ đốc của nó khoảng 57°.

## Lịch sử khảo cổ
Kim tự tháp được biết đến lần đầu tiên bởi John Perring, người dường như có rất ít thời gian để khám phá tất cả. Nơi dựng lều của ông đã bị tấn công bởi một nhóm du mục người Ả Rập gọi là Bedouin, vì thế Perring đâm ra chán nản với vùng Dahshur. Karl Lepsius đã chú ý tới kim tự tháp này vào năm 1843, nhưng chỉ có thế.
Vào khoảng đầu thập niên 1990, Jacques de Morgan cùng với George Legrain và Gustave Jequier đã tiến hành khai quật nơi này. Tuy nhiên thời điểm đó, các phương pháp khai quật còn thô sơ, nhiều câu hỏi về kim tự tháp vẫn còn bỏ ngỏ, và cuộc khai quật này vẫn không được hoàn thành. Khoảng giữa năm 1976 - 1983, một nhóm các nhà nghiên cứu từ Viện Khảo cổ học của Đức tại Cairo đã tiến hành thêm khai quật trên diện rộng bằng phương pháp hiện đại.

## Cấu trúc
Amenemhat III đã cho xây kim tự tháp đầu tiên của mình tại Dahshur, nhưng đó lại là sai lầm. Mặc cho kim tự tháp Bent của pharaon Sneferu là một lời nhắc nhở, các kiến trúc sư của Amenemhat vẫn quyết định xây nó trên một nền đất không bằng phẳng.
Kim tự tháp Đen nằm cao hơn mực nước biển chỉ 10 mét, thấp hơn bất kỳ kim tự tháp nào ở Ai Cập. Một điều nữa, Kim tự tháp Bent được xây bằng sỏi dăm kết chặt, trong khi kim tự tháp Đen lại xây trên nền đất sét cứng. Vì thế nước lũ sông Nin đã thấm vào làm suy yếu phần móng của kim tự tháp, các bờ tường và hành lang xuất hiện các vết nứt ngay sau khi kim tự tháp được hoàn thiện. Sức nặng của kim tự tháp đã làm nó lún xuống mặt đất hơn 7 cm.

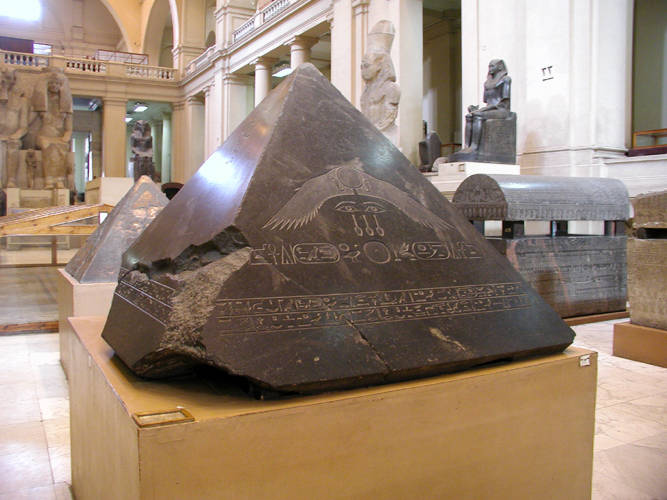
Đỉnh của kim tự tháp Đen

Mất 15 năm để xây dựng, kim tự tháp Đen giờ đây đã trở nên hoang tàn và bị bỏ phế. Amenemhat III sau đó đã cho xây một kim tự tháp thứ 2 tại Hawara làm nơi yên nghỉ cho mình.
Một con đường dẫn đến một đền thờ, phía bắc con đường là nơi ở của các tư tế. Ngôi đền trong khu phức hợp đã bị hư hỏng khá nặng, bên trong là 2 khoảng sân được ngăn cách bởi các bức tường. Lớp tường của sân ngoài cùng được xây cao lên trông như một tháp môn dẫn vào đền.
Kim tự tháp được xây theo hình bậc thang, bên trong làm bằng gạch bùn, chỉ có ở những kim tự tháp thuộc đầu Vương triều thứ 12. Bên ngoài kim tự tháp được phủ đá vôi trắng, với một hệ thống bằng gỗ kết nối các chốt lại với nhau. Gần đến đỉnh, độ dốc của các bức tường giảm dần. Đỉnh của kim tự tháp được làm bằng loại đá granite màu xám đen, cao 1,3 mét, được phát hiện trong đống phế tích vào năm 1990. 4 mặt của kim tự tháp đều được khắc đầy chữ và các biểu tượng tôn giáo. Một điều đáng chú ý là, một đoạn chữ có ghi tên của thần Amun đã bị gạch xóa ở phần đỉnh của kim tự tháp. Điều này có lẽ liên quan đến Akhenaten, vị vua chỉ độc tôn thần Aten. Đỉnh của kim tự tháp Đen có thể đã sụp đổ trong thời gian này, hoặc nó không bao giờ được đặt trên kim tự tháp.

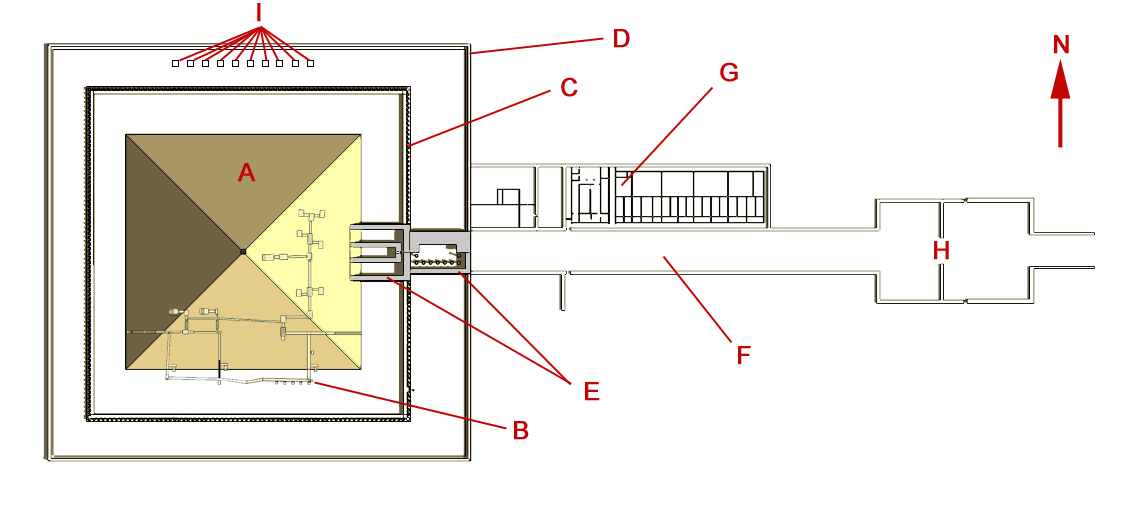
Sơ đồ kim tự tháp Đen của Amenemhet III

Bên dưới kim tự tháp được chia làm 2 phần chính, nối với nhau bằng một hành lang, một phần dành để an táng nhà vua, phần còn lại là của 2 bà hoàng hậu phối ngẫu. Góc đông nam của kim tự tháp là lối vào phòng mộ của Amenemhat. Một cầu thang dẫn xuống bên dưới, băng qua các phòng mộ giả, tất cả đều được trát vôi. Phòng của Amenemhat nằm phía bắc, chỉ chứa duy nhất một chiếc quan tài lớn bằng đá granite hồng, được bắt chước chạm khắc dựa theo bức tường bên ngoài của Kim tự tháp Djoser.
Toàn bộ phần phía nam là nơi chôn cất của 2 hoàng hậu. Lối vào phòng của hoàng hậu nằm phía tây, ngược với của nhà vua. Hành lang dẫn đến phòng mộ của hoàng hậu Aat, bà qua đời ở độ tuổi khoảng 35. Aat là hoàng hậu mà tên của bà được chứng thực rất chắc chắn trong số các bà vợ của Amenemhat III. Đi về phía đông của kim tự tháp là mộ của một hoàng hậu khác, tên của bà này đã bị mất, có lẽ là Khenemetneferhedjet III. Bà này mất khi tầm 25 tuổi. Thi hài của 2 hoàng hậu được tìm thấy tại phòng chôn cất của mỗi người.
Mặc dù kim tự tháp đã bị đột nhập từ rất lâu, nhưng một số món đồ tùy táng vẫn được tìm thấy trong mộ của các hoàng hậu. Tại mộ của Aat, 2 vương trượng, 1 bình thảo dược bằng thạch cao, 7 tượng hình con vịt cùng một số trang sức được tìm thấy. Một bình chứa nội tạng cũng được phát hiện tại đây, mặc dù rương đựng đã vỡ. Mộ của hoàng hậu thứ hai, những cái hũ bằng đá vỏ chai, 3 bức tượng hình con vịt, 2 vương trượng cùng một số trang sức. Một bức tượng linh hồn ka của hoàng hậu thứ hai cũng nằm tại đây.
Bốn thi hài khác cũng được nhập táng vào kim tự tháp Đen. Hai trong số này có thể là của Amenemhat IV và nữ hoàng Sobekneferu, do trên đền thờ bên ngoài có khắc tên của Amenemhat IV. Nếu vậy, kim tự tháp có lẽ được mở cửa sau khi bị niêm phong trước đó. Tuy nhiên đây chỉ là suy đoán.
Bên ngoài kim tự tháp là 10 ngôi mộ của các thành viên trong hoàng tộc, nằm giữa lớp tường bao kim tự tháp và một lớp tường lớn khác. Ngôi mộ đầu tiên từ phải sang là của pharaon Hor, kế bên là mộ của con gái ông, công chúa Nubhetepti-khered.